# 御器所
御器所（ごきそ・ごきしょ）は、愛知県名古屋市昭和区の地名。住居表示実施地域の御器所一丁目から御器所四丁目と、未実施の御器所町がある。御器所町には2つの小字が設置されている。

## 地理
御器所一丁目から御器所四丁目については名古屋市昭和区中央西部に位置する。西は白金一丁目、北は鶴舞三丁目・鶴舞四丁目に接する。
御器所町は字木市が区北西部に残存し、西で鶴舞町および鶴舞一丁目、北で千種区および吹上一丁目と接している。町域の大部分は名古屋工業大学のキャンパスにあたる。字吹上は吹上1丁目の東側に残存する。
当地は名古屋台地と総称される台地のうち、特に御器所台地と称される部分に位置する。また、東郊通付近は旧精進川により形成された沖積低地となっている。

### 字一覧
御器所町とその前身である御器所村大字御器所の小字は以下の通り。消滅した字については背景色    で示す。
| 字                           | 字                       |
| ---------------------------- | ------------------------ |
| 荒畑（あらばた）             | 亥方（いほう）           |
| 江越（えごし）               | 円上（えんじょう）       |
| 大清水（おおしみず）         | 門屋敷（かどやしき）     |
| 鎌田（かまた）               | 上赤島（かみあかしま）   |
| 上烏田（かみからすた）       | 上離松（かみはなれまつ） |
| 亀口（かめくち）             | 河田（かわた）           |
| 木市（きいち）               | 北市場（きたいちば）     |
| 北永金（きたえいきん）       | 北丸屋（きたまるや）     |
| 北山（きたやま）             | 北山前（きたやままえ）   |
| 乞食野（こじきの）           | 小針（こばり）           |
| 坂下（さかした）             | 島西浦（しまにしうら）   |
| 島退（しまのき）             | 地村（じむら）           |
| 下赤島（しもあかしま）       | 下烏田（しもからすた）   |
| 下離松（しもはなれまつ）     | 白金（しらかね）         |
| 吸場（すいば）               | 砂田（すなた）           |
| 高辻（たかつじ）             | 高縄手（たかなわて）     |
| 滝子（たきご）               | 竹戸（たけと）           |
| 土取（つちとり）             | 都島（つしま）           |
| 出口（でぐち）               | 天神東（てんじんひがし） |
| 天神前（てんじんまえ）       | 東寺（とうじ）           |
| 登城海道（とじょうかいどう） | 鳥喰（とりばみ）         |
| 中古井田（なかこいた）       | 中屋敷（なかやしき）     |
| 西古井田（にしこいた）       | 西鶴舞（にしつるまい）   |
| 西狭間（にしはさま）         | 布池（ぬのいけ）         |
| 念仏（ねんぶつ）             | 稗田（ひえた）           |
| 菱池（ひしいけ）             | 東古井田（ひがしこいた） |
| 東鶴舞（ひがしつるまい）     | 東狭間（ひがしはさま）   |
| 東畑（ひがしはた）           | 東脇（ひがしわき）       |
| 吹上（ふきあげ）             | 古市場（ふるいちば）     |
| 外田（ほかた）               | 股子田（またごだ）       |
| 南永金（みなみえいきん）     | 向田（むかえた）         |
| 山崎（やまさき）             | 山ノ田（やまのた）       |

## 歴史

### 町名の由来

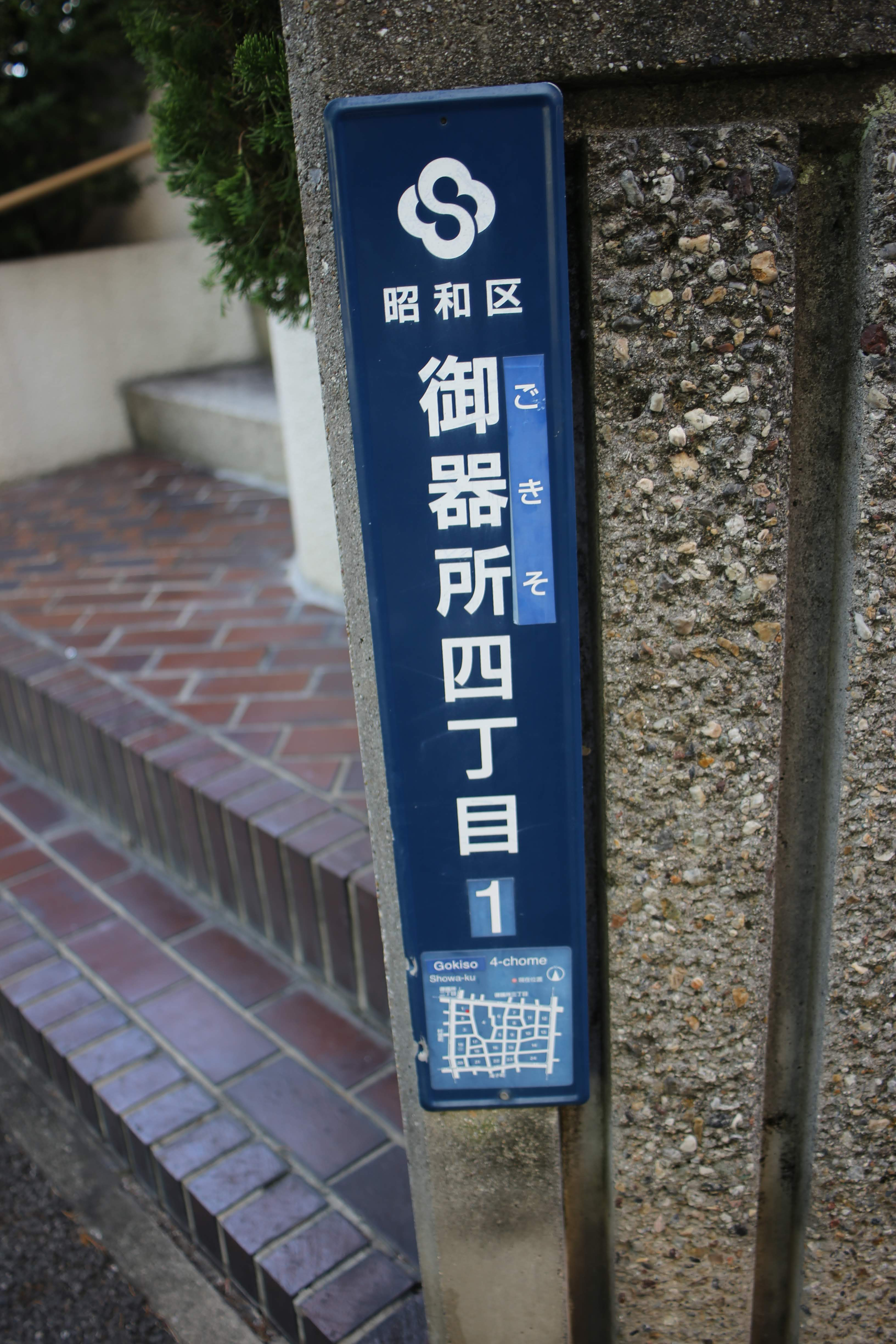
御器所四丁目の住居表示板。読みがシールによって修正されている。

江戸期の愛知郡御器所村を前身とする。当地がかつて熱田神宮の神領であり、神事に使用する土器を調進する場所であったことが由来とされる。御器所は「ごきそ」と読むが、昭和に行われた住居表示により成立した御器所一丁目から御器所四丁目については行政当局により住居表示に関する法律の「よみやすく、かつ簡潔なよみを使う」との趣旨により、「ごきしょ」の読みが与えられた。しかし、この読みについてはほとんど浸透せず、当地の住民にすら認知されない状況であったため、平成に入ってから公式に「ごきそ」に戻されている。

### 古代
当地周辺には古墳や廃寺などの古代遺跡が多く分布し、律令制下の愛知郡物部郷に比定する説がある。御器所八幡宮は9世紀創建とされ、『延喜式神名帳』に記載のある「物部神社」に比定する説がある。

### 中世
「御器所」という地名の初出は『吾妻鏡』の1190年（文治6年）4月19日条で、伊勢神宮の役夫工米の未進地として「尾張国...御器所」とある。御器所は前述の通り熱田神宮の神領であったものが、国衙領となり、それを平家が私物化し、平家滅亡後に源頼朝の手を経て一条能保に嫁いだ頼朝の妹に渡ったとされる。御器所の地は、彼女の没後に能保の子に相続されたが、南北朝時代に至って御器所保と称される保が成立していた。1360年（延文5年）付『左中将某契諾状案』に「愛智御器所御方 山田御器所別給等」とみえ、中世における御器所は愛知郡と山田郡に跨って存在していたらしい。1351年（観応2年）には当時の御器所保地頭職にあたる高階重成が臨川寺にこの地を寄進し、翌年には地頭職も寄進している。
室町期には、若宮八幡宮社や恵雲院が寄進を受けたことが知られているが、現地では佐久間氏が勢力を伸ばし御器所西城などを築いていた。御器所八幡宮には「嘉吉元年...佐久間美作守」「永禄七年...佐久間右衛門尉信盛」などと書かれた棟札が残っている。

### 近世以降
江戸期には御器所村となり、当地は大代官所の支配下に置かれた。江戸期の御器所村は、現在の鶴舞、吹上、白金、福江、滝子町、円上町、永金町、村雲町などを含む広い領域であった。東に石仏村、西に前津小林村・古渡村、南に高田村、北に古井村が接し、村内には名古屋新田が散在した。また、御器所村の枝郷として「嶋退」（しまのき）という集落があった。
当地の名物として御器所大根を用いた沢庵漬けが知られており、江戸時代に屋号を萬太と称する者により盛んに行われるようになり、1920年（大正9年）の産額は78万974貫、41万6146円と記録されている。

### 行政区画の変遷
- 1876年（明治9年） - 御器所村が前津小林村と合併したことにより、愛知郡常磐村が成立する[13]。
- 1879年（明治12年） - 前津小林が名古屋市に吸収されたため、愛知郡常磐村から御器所村に名称が復する[13]。
- 1889年（明治22年）10月1日 - 町村制施行・合併に伴い、旧来の御器所村の領域がは愛知郡御器所村大字常磐となる[14]。
- 1906年（明治39年）5月10日 - 愛知郡御器所村大字御器所と改称する[14]。同郡広路村との合併による[13]。
- 1909年（明治42年）10月1日 - 一部が名古屋市中区に編入され、同区板橋町・老松町・千早町・大池町がそれぞれ成立した[14]。
- 1921年（大正10年）8月22日 - 名古屋市中区に編入され、同区御器所町と改称する[14]。
- 1925年（大正14年）8月5日 - 中区御器所町に南区熱田東町の一部が編入される[14]。
- 1930年（昭和5年）12月1日 - 中区御器所町に南区瑞穂町の一部が編入される[14]。また、南区に一部が編入され、同区御器所町が成立する[14]。
- 1931年（昭和6年）
  - 2月1日 - 南区御器所町が同区竹田町・須田町・堀田通にそれぞれ編入され消滅[14]。同町の町域はのちに瑞穂区となっている[14]。
  - 4月1日 - 中区御器所町の一部が同区都島町・吸場町・鎌田町・白金町・福江町・高辻通・堀江町にそれぞれ編入される[15]。
- 1933年（昭和8年）9月20日 - 中区御器所町の一部が、同区御器所通に編入される[16]。
- 1937年（昭和12年）10月1日 - 中区御器所町の一部が昭和区に編入され、同区御器所町が成立する[17]。また同時に熱田区御器所町が成立する[14]。
- 1942年（昭和17年）
  - 8月25日 - 昭和区都島町・島退町・御所町・円上町・村田町の各一部を同区御器所町に編入する[17]。
  - 9月20日 - 熱田区御器所町が同区桜田町・池内町にそれぞれ編入され消滅[18]。
- 1956年（昭和31年）8月1日 - 一部が出口町に編入される[17]。
- 1958年（昭和33年）1月16日 - 中区御器所町の一部が昭和区御器所町に編入される[17]。
- 1972年（昭和47年）8月1日 - 昭和区島退町・洲原町・都島町・東郊通の各一部により同区御器所一丁目が、天池町・御器所町・御所町・島退町・洲原町・都島町の各一部により御器所二丁目が、天池町・御器所町・御所町・桜井町・洲原町の各一部により御器所三丁目が、御器所町の一部により御器所四丁目がそれぞれ成立する[17]。また御器所町の一部が出口町・鶴舞一〜二丁目に編入される[17]。
- 1979年（昭和54年）
  - 5月5日 - 昭和区御器所町の一部が同区吹上一〜二丁目に編入される[17]。
  - 6月3日 - 中区御器所町が同区金山五丁目に編入され消滅する[14]。
- 2001年（平成13年）2月 - 地元町内会の有志により、住居表示により「ごきしょ」となっていた読みに関して、「ごきそ」にする旨の要望書が名古屋市に提出される[新聞 1]。
- 2002年（平成14年） - 2月市議会において名称を変更する議案を上程する[新聞 1]。

### 年表
- 1873年（明治6年）10月9日 - 村内個人宅において第25番小学叢雲学校が成立する[19]。
- 1905年（明治38年）3月 - 名古屋高等工業学校が設置される[20]。
- 1907年（明治40年）4月5日 - 御器所尋常高等小学校が設置される[21]。

## 世帯数と人口
2019年（平成31年）1月1日現在の世帯数と人口は以下の通りである。
| 丁目         | 世帯数    | 人口    |
| ------------ | --------- | ------- |
| 御器所一丁目 | 435世帯   | 866人   |
| 御器所二丁目 | 677世帯   | 1,314人 |
| 御器所三丁目 | 725世帯   | 1,415人 |
| 御器所四丁目 | 431世帯   | 852人   |
| 計           | 2,268世帯 | 4,447人 |

### 人口の変遷
国勢調査による人口の推移
| 2000年（平成12年） | 4,645人 | [ WEB 8 ]  |  |
| 2005年（平成17年） | 4,452人 | [ WEB 9 ]  |  |
| 2010年（平成22年） | 4,494人 | [ WEB 10 ] |  |
| 2015年（平成27年） | 4,452人 | [ WEB 11 ] |  |

## 学区
市立小・中学校に通う場合、学校等は以下の通りとなる。また、公立高等学校に通う場合、学区は以下の通りとなる。なお、小・中学校は学校選択制度を導入しておらず、番毎で各学校に指定されている。
| 町丁・丁目   | 小学校                                      | 中学校                                    | 高等学校 |
| ------------ | ------------------------------------------- | ----------------------------------------- | -------- |
| 御器所町     | 名古屋市立鶴舞小学校                        | 名古屋市立北山中学校                      | 尾張学区 |
| 御器所一丁目 | 名古屋市立村雲小学校                        | 名古屋市立円上中学校                      | 尾張学区 |
| 御器所二丁目 | 名古屋市立村雲小学校                        | 名古屋市立円上中学校                      | 尾張学区 |
| 御器所三丁目 | 名古屋市立村雲小学校 名古屋市立御器所小学校 | 名古屋市立円上中学校 名古屋市立桜山中学校 | 尾張学区 |
| 御器所四丁目 | 名古屋市立村雲小学校 名古屋市立御器所小学校 | 名古屋市立円上中学校 名古屋市立桜山中学校 | 尾張学区 |

## 施設
- 天池西商店街[1]
- 天池東商店街[1]

### 御器所町

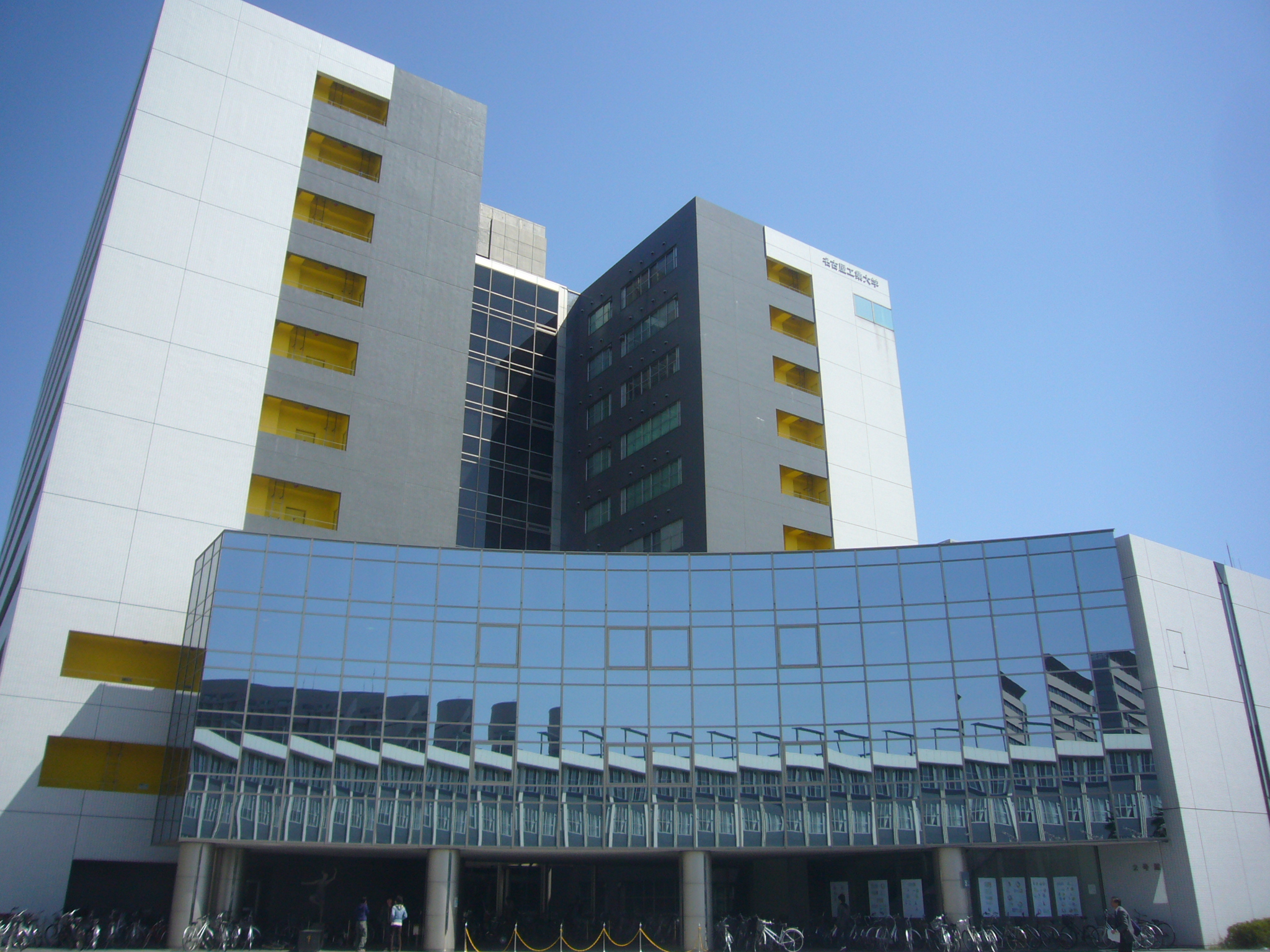
名古屋工業大学

- 名古屋工業大学

### 御器所一丁目
- 真証寺[2]
- 天理教南愛分教会[2]

### 御器所二丁目
- 尾陽神社[1]
- 天池幼稚園[2]
- 洲原郵便局[2]

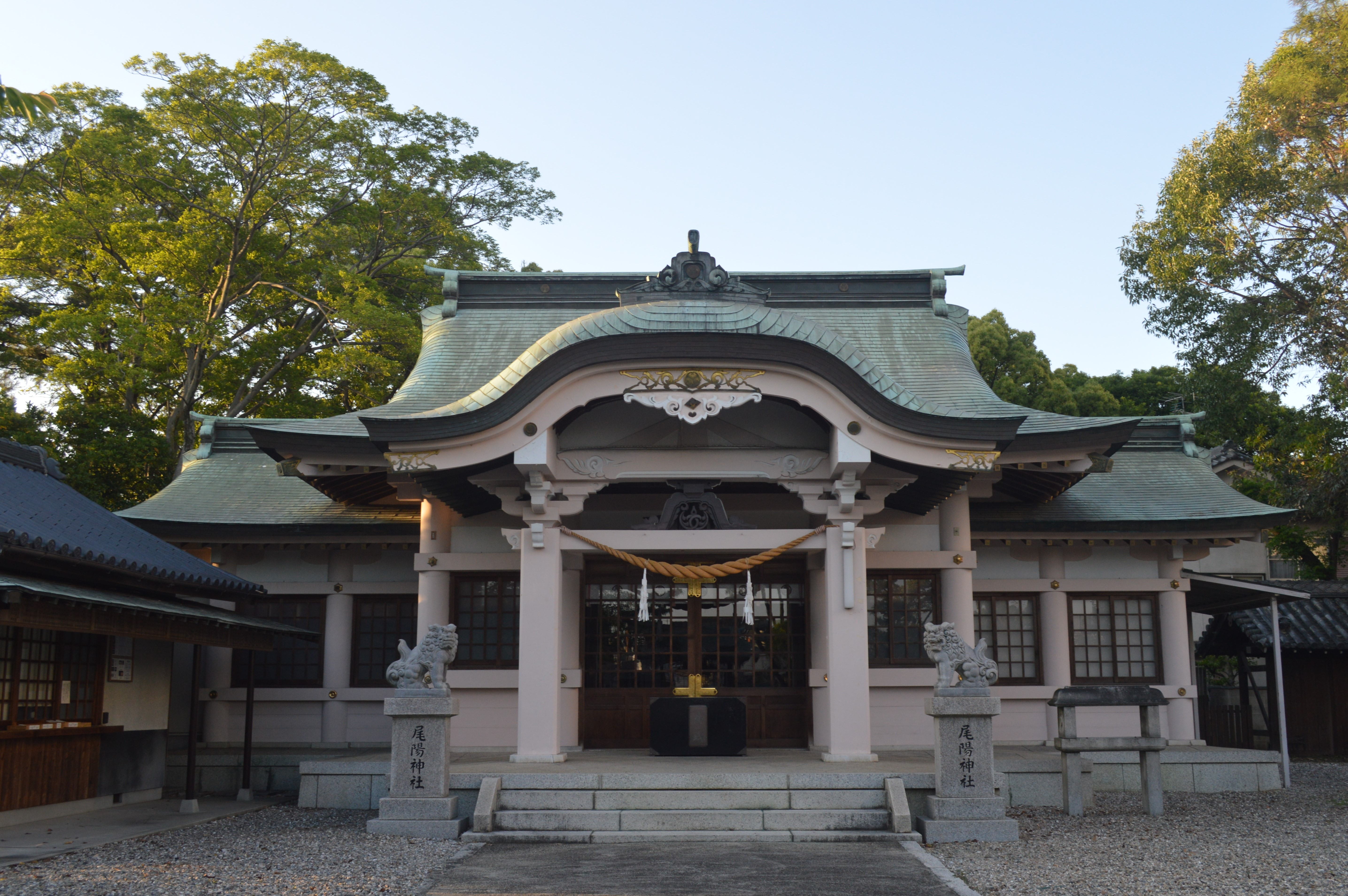
尾陽神社

### 御器所三丁目
- 曹洞宗竜興寺[1]

瑞雲山と号す。本尊は釈迦如来。
- 曹洞宗宗円寺[1]

瑞現山と号す。本尊として十一面観音を祀る。
- 浄土宗享栄寺[2]
- 真宗大谷派真教寺[2]
- 引接寺[2]
- 曹洞宗久松寺[2]

亀齢山と号す。本尊は阿弥陀如来。
- 瑞雲保育園[2]
- 御所町公園[2]

### 御器所四丁目
- 御器所八幡宮[1]
- 真言宗豊山派神宮寺[1]
- 高野山真言宗堪忍寺[2]
- 永西寺[2]
- 村雲公園[2]

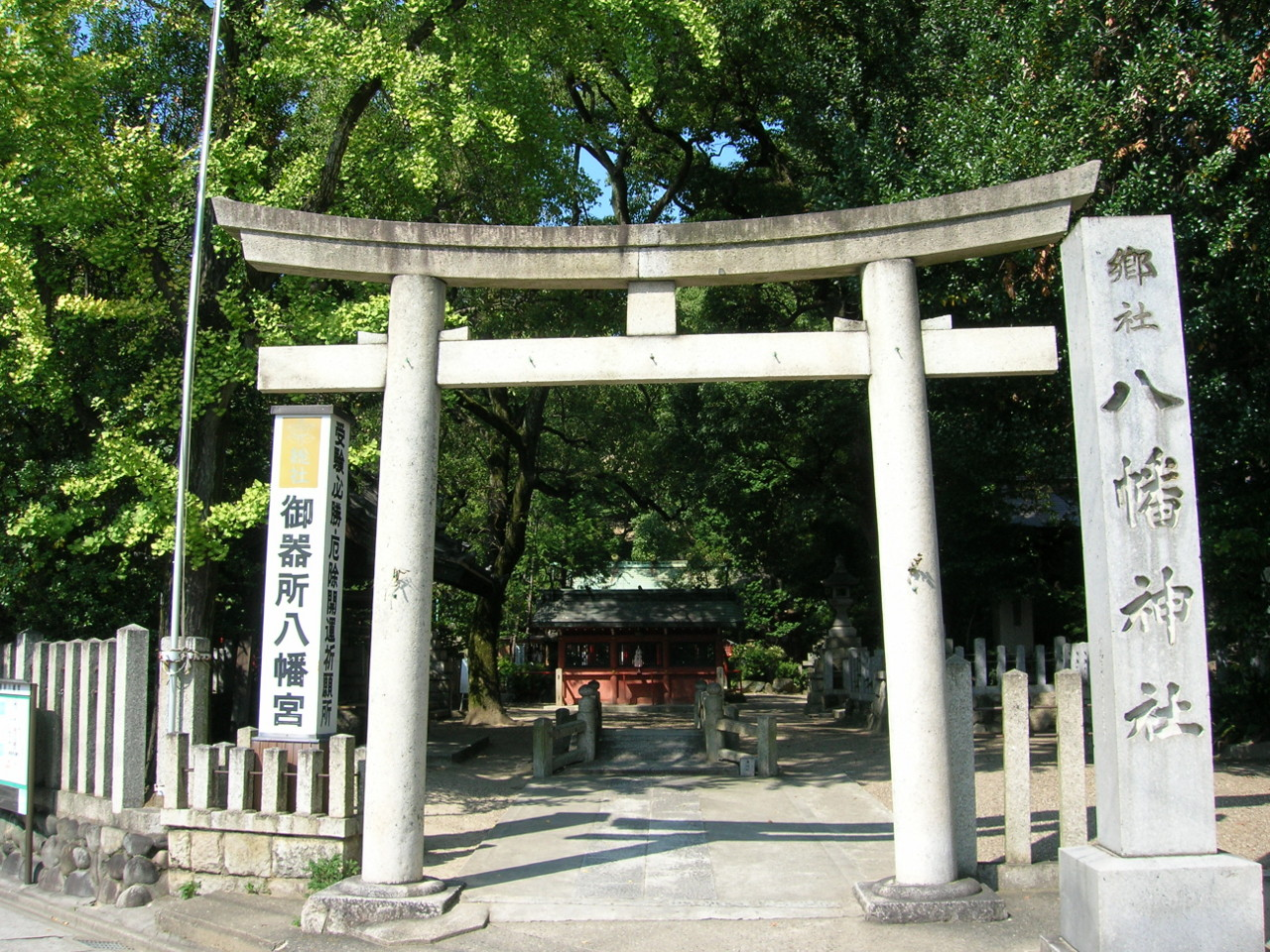
御器所八幡宮
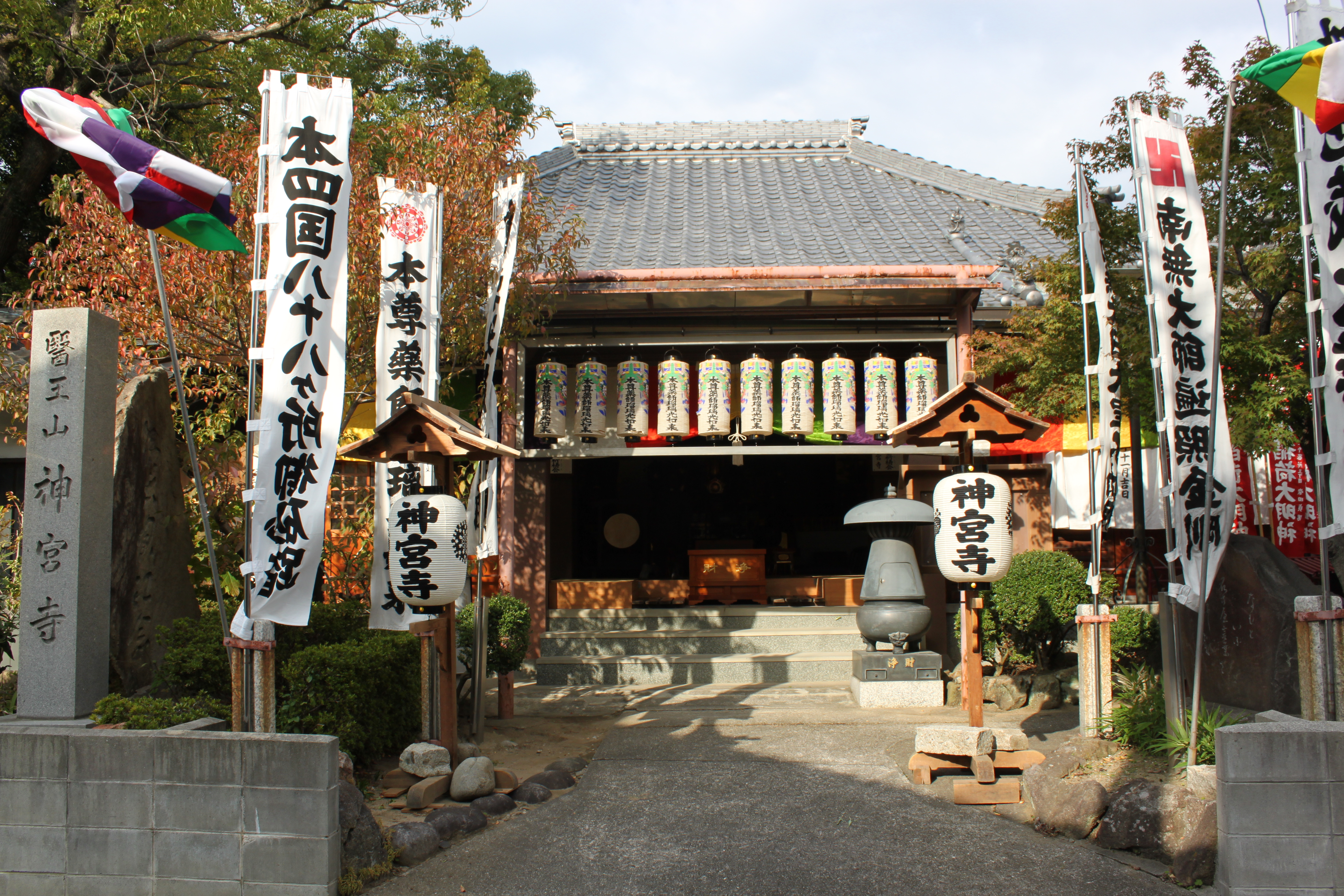
神宮寺

## 史跡
- 御器所西城跡[1]
- 御所屋敷跡[2]

## 人物
- 大政所 - 豊臣秀吉の生母。御器所村で生まれたとされる。
- 豊臣秀吉 - 『愛知郡誌』は愛知郡中村で生まれた定説を採るものの、御器所村で生誕した異説があるとしている[24]

## その他

### 日本郵便
- 集配担当する郵便局は以下の通りである[WEB 14]。

| 町丁     | 郵便番号 | 郵便局     |
| -------- | -------- | ---------- |
| 御器所   | 466-0051 | 昭和郵便局 |
| 御器所町 | 466-0061 | 昭和郵便局 |